# متروی حیفا

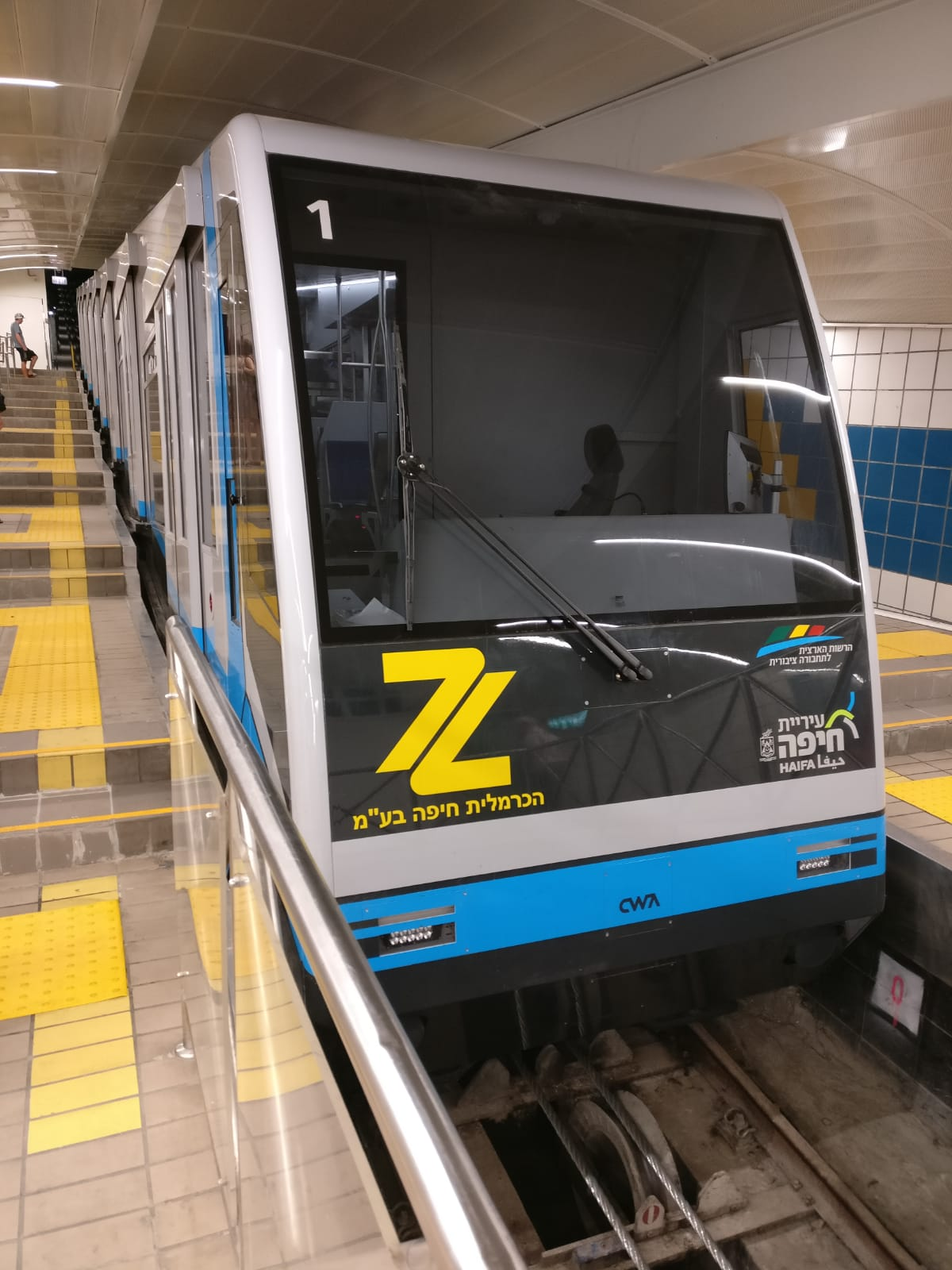
متروی کابلی حیفا در حال حرکت.

متروی حیفا (در عبری: כרמלית تلفظ: کرمِلیت) اولین قطار شهری در منطقه خاورمیانه است که در سال ۱۹۵۹ میلادی، در شهر حیفا در اسرائیل به بهره‌برداری رسید.

## نگارخانه

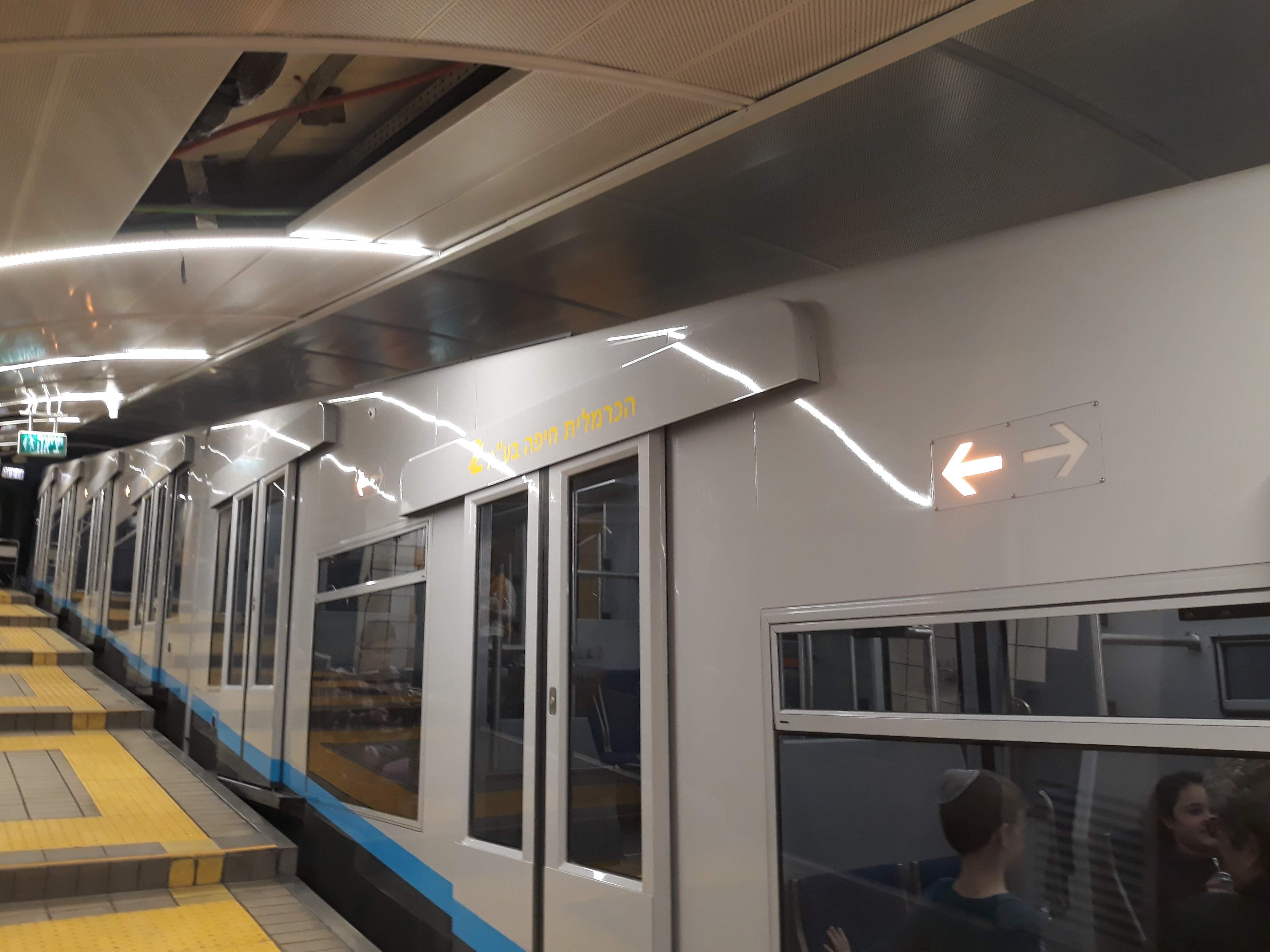
ماشینی در متروی کارملیت
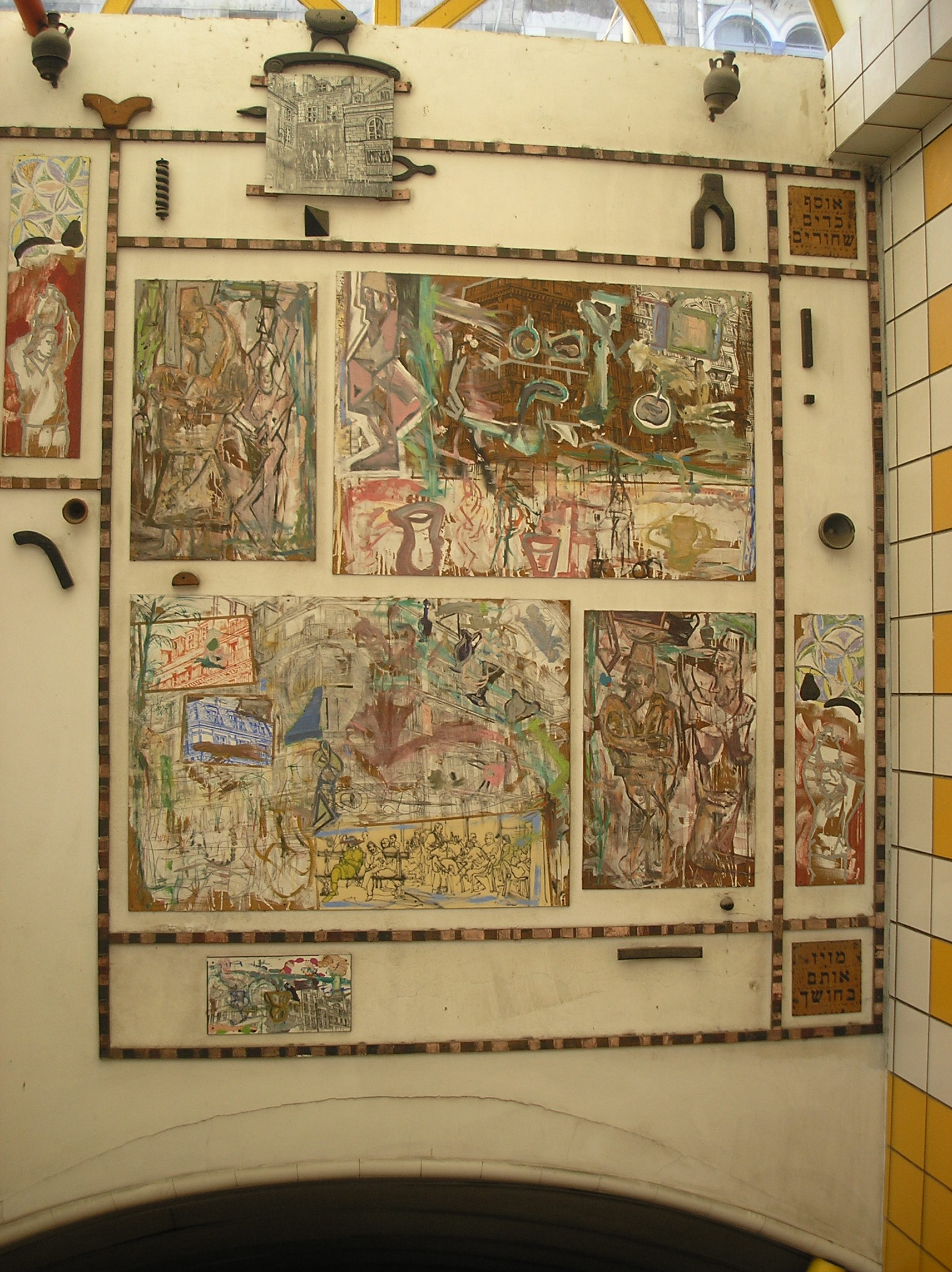
نقاشی دیواری در ورودی کیکار پاریس
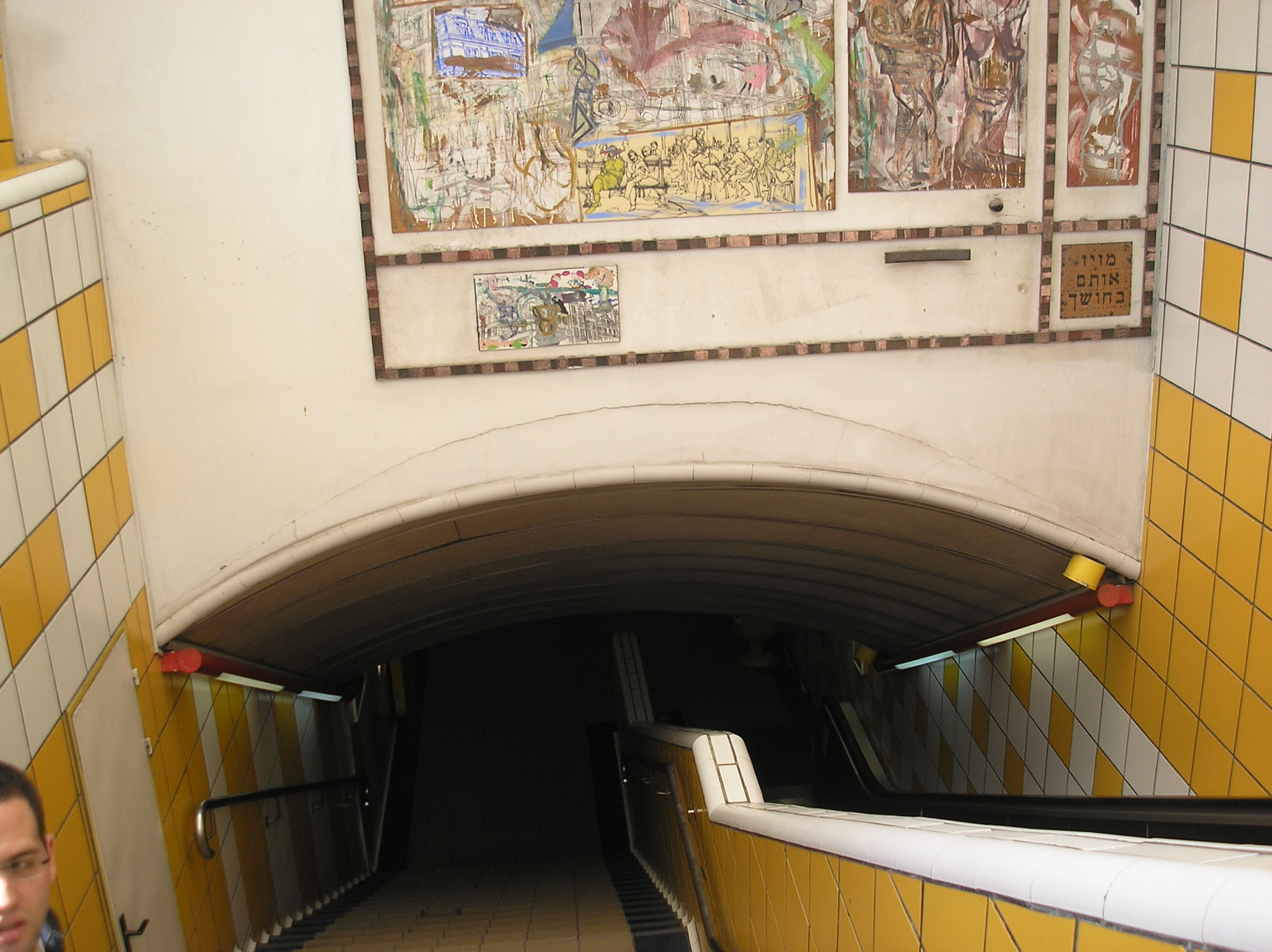
تماشای ورودی پاریس
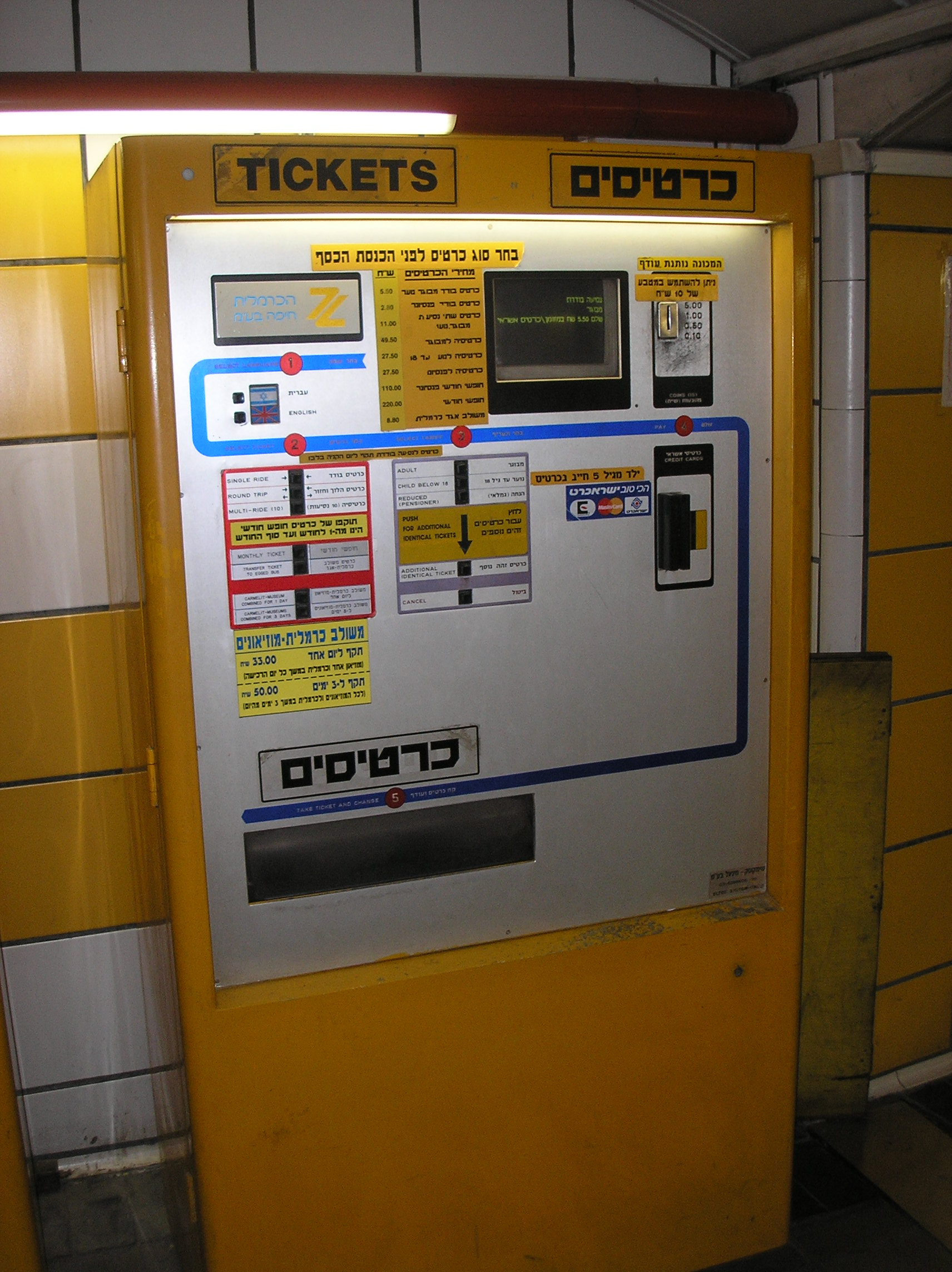
یک دستگاه بلیط
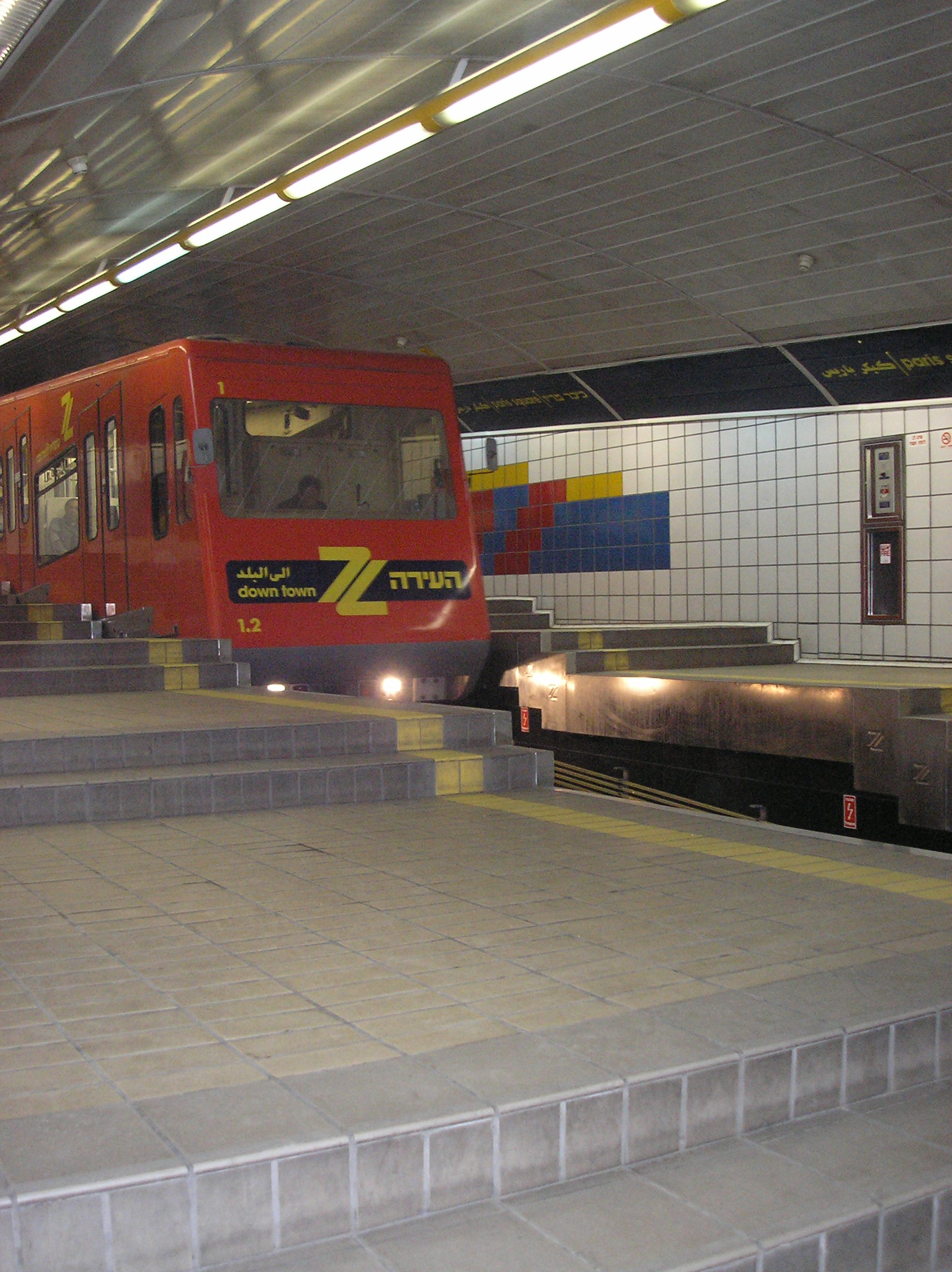
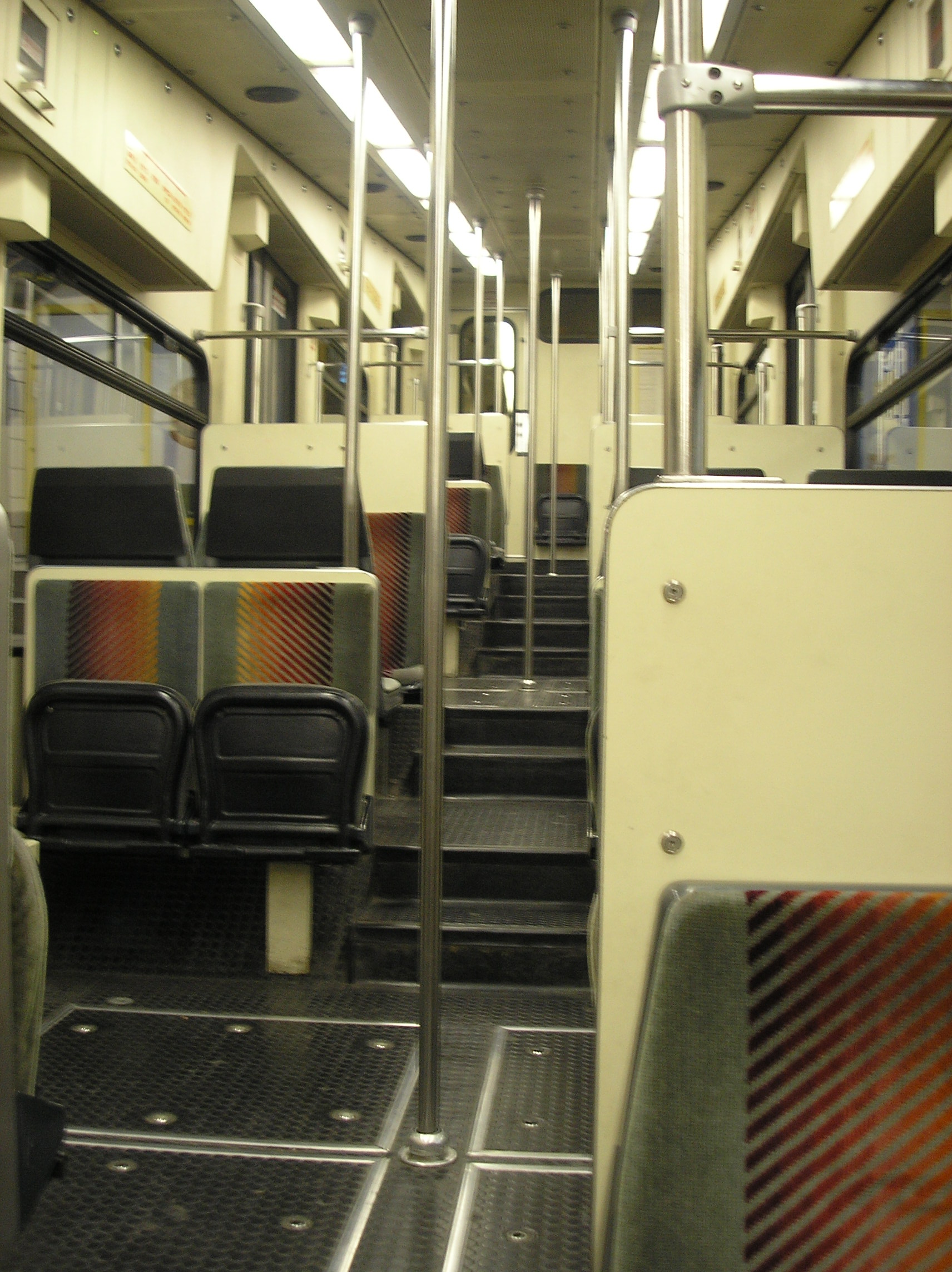
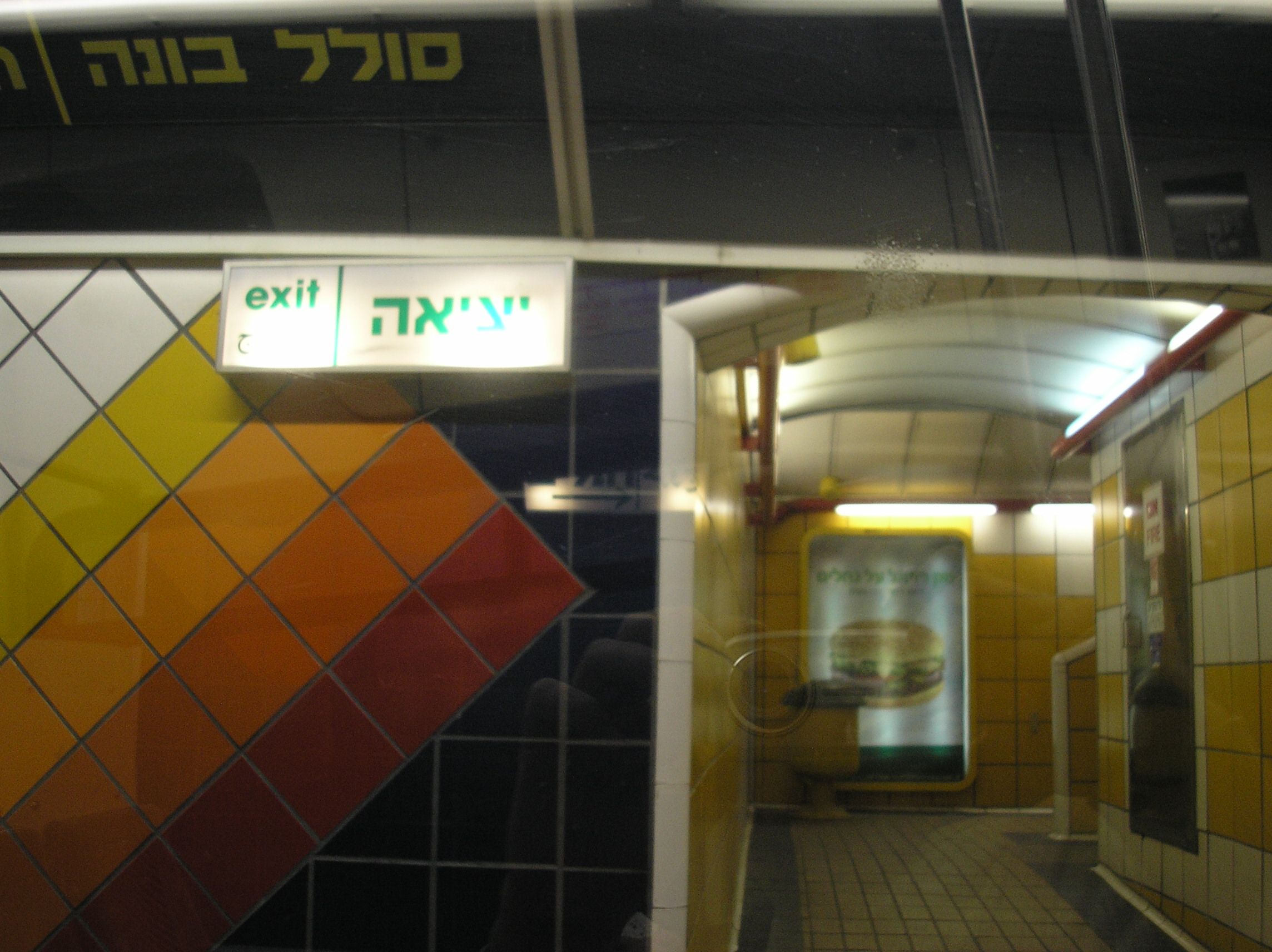
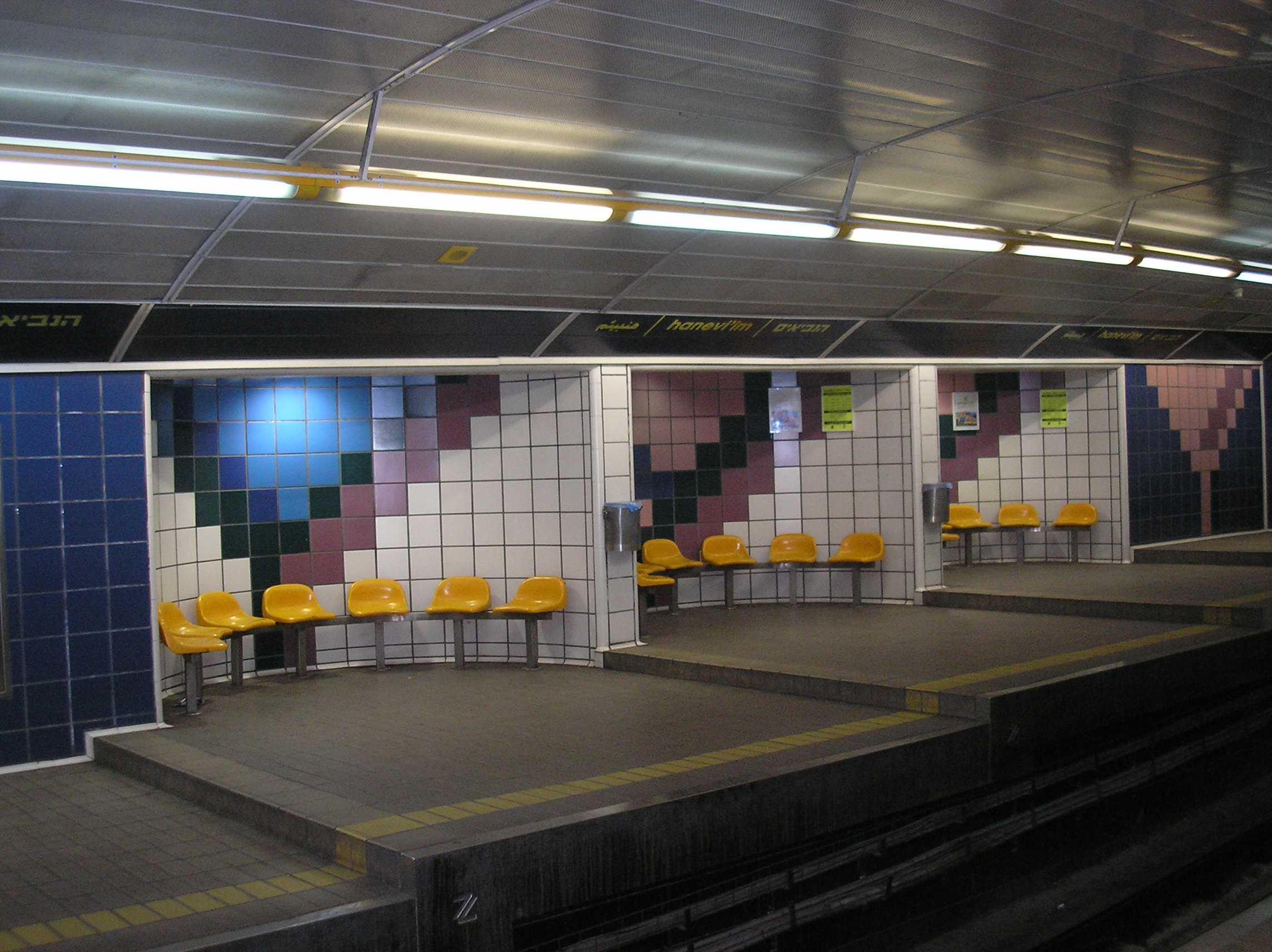
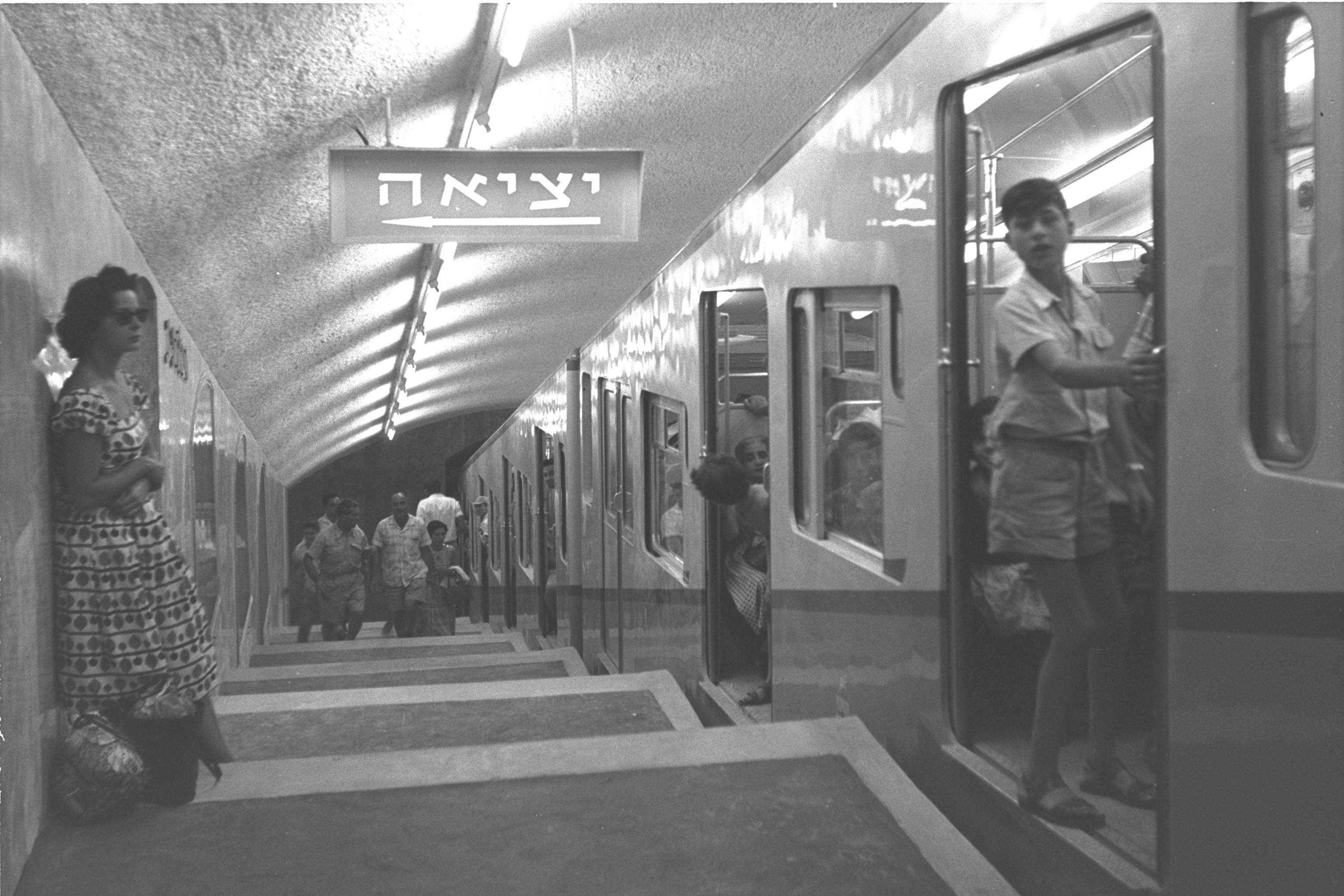